# Vraie Église orthodoxe russe - Synode raphaëlite
Pour les articles homonymes, voir Vraie Église orthodoxe russe.
La Vraie Église orthodoxe russe - Synode raphaëlite est l'une des Églises orthodoxes, traditionalistes de Russie issue de l'« Église des catacombes » (clandestine et opposée au patriarcat de Moscou).
Elle s'est organisée publiquement dans les années 1990 avec l'assistance de l'Église orthodoxe autocéphale ukrainienne.
Le primat actuel de l'Église est Raphaël (Prokofiev) (ru) avec le titre d'Archevêque de Moscou et Métropolite de toute la Russie (depuis 2003).